# Phytoliriomyza confusa
Phytoliriomyza confusa är en tvåvingeart som beskrevs av Spencer 1973. Phytoliriomyza confusa ingår i släktet Phytoliriomyza och familjen minerarflugor.
Artens utbredningsområde är Venezuela. Inga underarter finns listade i Catalogue of Life.